# AVCA National Newcomer of the Year (NCAA Division I)
Pallavolisti premiati come National Newcomer of the Year

## Elenco
| Stagione | Giocatore           | Squadra             |
| -------- | ------------------- | ------------------- |
| 2000     | Costas Theocharidis | Hawaii              |
| 2001     | Fabiano Barreto     | Lewis               |
| 2002     | Sean Rooney         | Pepperdine          |
| 2003     | Tyler Hildebrand    | CSU Long Beach      |
| 2004     | Evan Patak          | UC Santa Barbara    |
| 2005     | Jonathan Winder     | Pepperdine          |
| 2006     | Brent Asuka         | UC Irvine           |
| 2007     | Yamil Pérez         | Brigham Young       |
| 2008     | Cody Loe            | CSU Northridge      |
| 2009     | Erik Shoji          | Stanford            |
| 2010     | Jonas Umlauft       | Hawaii              |
| 2011     | Taylor Sander       | Brigham Young       |
| 2012     | Micah Christenson   | Southern California |
| 2013     | Benjamin Patch      | Brigham Young       |
| 2014     | Driss Guessous      | Ohio State          |
| 2015     | Jeffrey Jendryk     | Loyola Chicago      |
| 2016     | Torey DeFalco       | CSU Long Beach      |
| 2017     | Ryan Coenen         | Lewis               |
| 2018     | Gabriel García      | Brigham Young       |
| 2019     | Ryan Wilcox         | UC Santa Barbara    |
| 2020     | Kyle McCauley       | UC San Diego        |
| 2021     | Bryce Dvorak        | Pepperdine          |
| 2022     | Aleksandăr Nikolov  | CSU Long Beach      |
| 2023     | Andrew Rowan        | UC Los Angeles      |
| 2024     | Daniel Fabikovič    | Loyola Chicago      |
| 2025     | Simeon Nikolov      | CSU Long Beach      |